# Chrysopa cephalica
Chrysopa cephalica is een insect uit de familie van de gaasvliegen (Chrysopidae), die tot de orde netvleugeligen (Neuroptera) behoort. 
Chrysopa cephalica is voor het eerst wetenschappelijk beschreven door Navás in 1936.